# Tema (música)
En música, un tema es una idea musical, generalmente una melodía reconocible, en el que se basa parte o la totalidad de una composición, formada por uno o más motivos. Tiene un antecedente y un consecuente, puede tener una coda y cadencia. Estas partes pueden estar unidas por un puente o eslabón. Frecuentemente es clasificado como lírico o motívico, dependiendo de su carácter.

## Características
Un tema puede ser percibido como una expresión musical completa en sí misma, separada de la obra en la que se encuentra. A diferencia de una idea o motivo, un tema suele ser una frase o un punto completo. La Encyclopédie Fasquelle define un tema como «cualquier elemento, motivo o pequeña pieza musical que haya dado lugar a alguna variación se convierte así en un tema».